# تازه‌آباد بانی‌عزیز
تازه‌آباد بانی‌عزیز یا تازه‌آباد بانی عزیزی روستایی در دهستان بازان بخش مرکزی شهرستان جوانرود استان کرمانشاه ایران است.

## جمعیت
بر پایه سرشماری عمومی نفوس و مسکن در سال ۱۳۹۵ جمعیت این روستا ۵۱ نفر (۱۴خانوار) بوده‌است.